# Lucia Fairchild Fuller
Lucia Fairchild Fuller (Boston, 6 de diciembre de 1872–Madison, 20 de mayo de 1924) fue una pintora estadounidense  conocida principalmente por sus miniaturas. 

## Vida y carrera
Fuller nació en Boston, Massachusetts, fruto del matrimonio formado por Elisabeth A. (Nelson de apellido de soltera) y Charles Fairchild. Su abuelo paterno fue el primer alcalde de Madison, Wisconsin, Jairus C. Fairchild, y su tío Lucius Fairchild fue gobernador de Wisconsin. Su hermano Blair Fairchild fue un importante compositor de su tiempo. 
Asistió primero a la Escuela Privada de Shaw y más tarde acudió a la Escuela de Arte Cowles dónde aprendió de Dennis Miller Bunker. Después fue a Liga de Estudiantes de Arte, Nueva York, donde tuvo como profesores a William Merritt Chase y Henry Siddons Mowbray.
Fairchild comenzó a pintar profesionalmente en 1889 y se centró principalmente en la realización de miniaturas. En ese mismo año, y junto a otros compañeros fundó la American Society of Miniature Painters. También fue miembro del New York Water Color Club. Recibió una medalla de bronce en la Exposición de París de 1900, una medalla de plata en Búfalo en 1901 y una medalla de oro en la Exposición de San Luis de 1904. Sin embargo, no se limitó al trabajo a pequeña escala. Fuller exhibió obras suyas en el Palacio de Bellas Artes de Chicago y su mural Women of Plymouth en Edificio de la mujer en la Exposición Mundial Colombina en Chicago, Illinois.
En 1893 se casó con Henry Brown Fuller, pintor como ella. Ambos estaban activos en la colonia de artes de Cornualles, New Hampshire. Fuller también enseñó pintura y entre sus alumnos destaca la pintora Elsie Motz Lowdon.
 

Fuller murió en 1924 en Madison, Wisconsin, de esclerosis múltiple. 

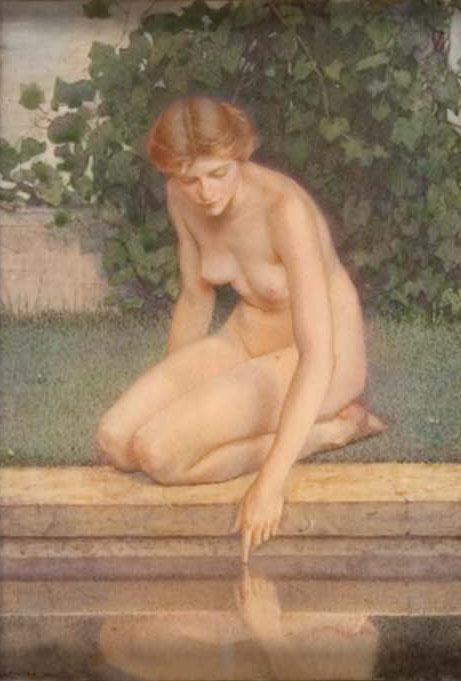
Por una fuente clara (1907)
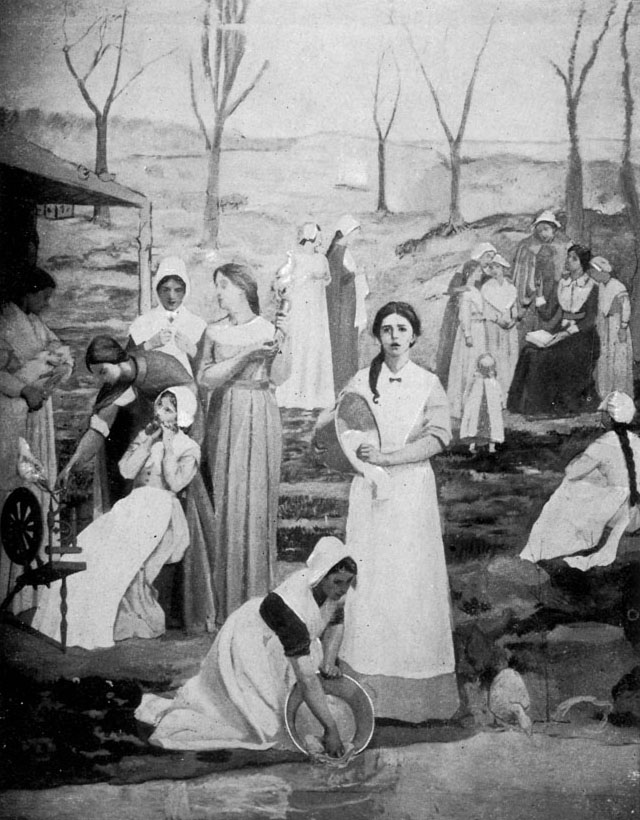
Las mujeres de Plymouth (1893)